# Hogna persimilis
Hogna persimilis este o specie de păianjeni din genul Hogna, familia Lycosidae. A fost descrisă pentru prima dată de Banks, 1898. Conform Catalogue of Life specia Hogna persimilis nu are subspecii cunoscute.